# Liste des conjoints des souverains espagnols
Pour leur conjoint, voir Liste des rois et reines d'Espagne.
Le conjoint du souverain espagnol est l'épouse ou l'époux du souverain depuis l'unification des Espagnes dans la nation contemporaine après l'année cruciale. 

## Histoire
C'est avec le détrônement d'Isabelle II en 1868, que le titre de roi (ou reine) des Espagnes disparaît. Ses successeurs Amédée Ier, Alphonse XII et Alphonse XIII seront titrés rois d'Espagne.
Le statut et le titre porté par les conjoints royaux est encadré depuis 1987 par le décret royal 1368/1987, qui confirme la dénomination traditionnelle de reine - sans aucun autre qualificatif - pour l'épouse du roi, et pour le cas d'une reine héritière de la couronne, son époux recevrait le titre de prince. 
Le mot consorts, attesté dans la langue espagnole depuis 1620 avec le même sens général qu'en français désignant la communauté d'intérêts des époux, est d'un usage courant en espagnol pour désigner les époux des rois et des reines,,, alors qu'il est complètement inusité pour les rois, les princes et les titulaires de fiefs français et dans la maison de Bourbon. 
L'épouse du roi d'Espagne est dénommée reine consort dans l'article 58 de la constitution de 1978. Plusieurs reines consorts ont exercé la fonction de régente durant la minorité d'un souverain.

## Liste des conjoints (reine ou roi) des souverains espagnols

### Maison de Habsbourg
| Rang | Portrait                     | Nom | Règne       | Conjoint     | Notes | Armoiries |
| ---- | ---------------------------- | --- | ----------- | ------------ | --- | --------- |
| 1    | Isabelle de Portugal         | Isabelle de Portugal (24 octobre 1503, Lisbonne - 1er mai 1539, Tolède) morte à 35 ans                            | 1526 – 1539 | Charles Ier  | Infante de Portugal, de la dynastie d'Aviz, elle est la fille de Manuel Ier de Portugal et de Marie d'Aragon. Par son mariage en 1526 avec Charles Quint, qui est par ailleurs son cousin germain, elle devient impératrice du Saint-Empire romain germanique et reine d'Espagne.                            |           |
| 2    | Marie Ire d'Angleterre       | Marie Ire d'Angleterre la Sanglante (18 février 1516, Greenwich - 17 novembre 1558, Londres) morte à 42 ans       | 1556 – 1558 | Philippe II  | Fille aînée de Henri VIII d'Angleterre et de sa première femme, Catherine d'Aragon. Couronnée reine d'Angleterre et d'Irlande de plein droit, elle est aussi reine d'Espagne par son mariage avec le roi Philippe II.                                                                                        |           |
| 3    | Élisabeth de France          | Élisabeth de France (2 avril 1545, Fontainebleau - 3 octobre 1568, Madrid) morte à 23 ans                         | 1559 – 1568 | Philippe II  | Élisabeth est la fille d'Henri II de France et de Catherine de Médicis et la troisième épouse de Philippe II d'Espagne. |           |
| 4    | Anne d'Autriche              | Anne d'Autriche (2 novembre 1549, Cigales - 26 octobre 1580, Badajoz) morte à 30 ans                              | 1570 – 1580 | Philippe II  | Fille de Maximilien II du Saint-Empire, et de Marie d'Autriche. Sa sœur ainée Élisabeth d'Autriche est l'épouse du roi Charles IX de France. |           |
| 5    | Marguerite d'Autriche-Styrie | Marguerite d'Autriche-Styrie (25 décembre 1584, Graz - 3 octobre 1611, San Lorenzo de El Escorial) morte à 26 ans | 1598 – 1611 | Philippe III | Fille de l'archiduc Charles II d'Autriche-Styrie et de Marie-Anne de Bavière, elle est reine d'Espagne par son mariage avec le roi Philippe III. |           |
| 6    | Élisabeth de France          | Élisabeth de France (22 novembre 1602, Fontainebleau - 6 octobre 1644, Madrid) morte à 41 ans                     | 1621 – 1644 | Philippe IV  | Fille de Henri IV et de Marie de Médicis. Objet vivant d'une alliance avec l'Espagne, non souhaitée par son père mais désirée par sa mère, les Concini et le parti dévot français, elle est « échangée » contre Anne d'Autriche qui quitte son Espagne natale pour épouser Louis XIII, le frère d'Élisabeth. |           |
| 7    | Marie-Anne d'Autriche        | Marie-Anne d'Autriche Régente (23 décembre 1634, Vienne - 16 mai 1696, Madrid) morte à 61 ans                     | 1649 – 1665 | Philippe IV  | Fille aînée de Ferdinand III du Saint-Empire et de Marie-Anne d'Autriche, infante d'Espagne, elle est la sœur de l'empereur Léopold Ier du saint-Empire. Elle est régente de 1665 à 1675. |           |
| 8    | Marie Louise d'Orléans       | Marie-Louise d'Orléans (27 mars 1662, Paris - 12 février 1689, Madrid) morte à 26 ans                             | 1679 – 1689 | Charles II   | Elle est la fille de Philippe d'Orléans et de sa première épouse Henriette d'Angleterre et la petite-fille des rois Louis XIII de France par son père et Charles Ier d'Angleterre par sa mère. |           |
| 9    | Marie-Anne de Neubourg       | Marie-Anne de Neubourg (2 octobre 1667, Düsseldorf - 16 juillet 1740, Guadalajara) morte à 72 ans                 | 1690 – 1700 | Charles II   | Marie-Anne est le douzième enfant de l'électeur palatin du Rhin, Philippe-Guillaume de Neubourg, et de son épouse Élisabeth-Amélie de Hesse-Darmstadt. |           |

### Maison de Bourbon
| Rang | Portrait                         | Nom | Règne       | Conjoint     | Notes | Armoiries |
| ---- | -------------------------------- | --- | ----------- | ------------ | --- | --------- |
| 10   | Marie-Louise Gabrielle de Savoie | Marie-Louise-Gabrielle de Savoie la Savoyana (17 septembre 1688, Turin - 14 février 1714, Madrid) morte à 27 ans | 1701 – 1714 | Philippe V   | Fille de Victor-Amédée II de Savoie et d'Anne-Marie d'Orléans. Elle devient reine d'Espagne par son mariage avec le roi Philippe V. Surnommée par ses sujets « La Savoyana », elle fut très aimée en Espagne.                             |           |
| 11   | Élisabeth Farnèse                | Élisabeth Farnèse (25 octobre 1692, Parme - 11 juillet 1766, Aranjuez) morte à 73 ans                            | 1714 – 1746 | Philippe V   | Élisabeth est la fille d'Édouard II Farnèse, prince héréditaire de Parme qui meurt peu après sa naissance et de Dorothée-Sophie de Neubourg. Reine d'Espagne de 1714 à 1746, influençant de manière importante la politique du royaume.   |           |
| 12   | Louise Élisabeth d'Orléans       | Louise-Élisabeth d'Orléans (11 décembre 1709, Versailles – 16 juin 1742, Paris) morte à 32 ans                   | 1724        | Louis Ier    | Elle était l'une des nombreuses filles du Régent, Philippe d'Orléans et de Françoise-Marie de Bourbon, fille de Louis XIV et sa maîtresse, Madame de Montespan. Elle appartient à la maison capétienne d'Orléans.                         |           |
| 13   | Marie-Barbara de Portugal        | Marie-Barbara de Portugal (4 décembre 1711, Lisbonne - 27 août 1758, Aranjuez) morte à 46 ans                    | 1746 – 1758 | Ferdinand VI | Fille de Jean V de Portugal et de Marie-Anne d'Autriche. Elle devient reine en épousant Ferdinand VI. Leur union reste stérile. |           |
| 14   | Marie-Amélie de Saxe             | Marie-Amélie de Saxe (27 novembre 1724, Dresde - 27 septembre 1760, Madrid) morte à 35 ans                       | 1759 – 1760 | Charles III  | Elle est la fille d'Auguste III de Pologne et de Marie-Josèphe d'Autriche. Issue d'une famille nombreuse et prolifique, sa sœur Marie-Josèphe épousa en 1747 le dauphin de France Louis, une autre, Marie-Anne, fut électrice de Bavière. |           |
| 15   | Marie Louise de Bourbon-Parme    | Marie Louise de Bourbon-Parme (9 décembre 1751, Parme – 2 janvier 1819, Rome) morte à 67 ans                     | 1788 – 1808 | Charles IV   | Fille du duc Philippe Ier de Parme et de Louise-Élisabeth de France, donc petite-fille des rois Louis XV de France et Philippe V d'Espagne, elle reçut, comme sa sœur Isabelle et son frère Ferdinand, une éducation soignée.             |           |

### Maison Bonaparte
| Rang | Portrait    | Nom                                                                               | Règne       | Conjoint         | Notes | Armoiries |
| ---- | ----------- | --------------------------------------------------------------------------------- | ----------- | ---------------- | --- | --------- |
| -    | Julie Clary | Julie Clary (26 décembre 1771, Marseille – 7 avril 1845, Florence) morte à 73 ans | 1808 – 1813 | Joseph Bonaparte | Fille du commerçant marseillais François Clary, et de sa femme, Françoise Rose Somis. Devient reine en 1808, Julie préfère cependant demeurer à Mortefontaine dans l'Oise. Sa sœur, Désirée, est devenue reine de Suède. |           |

### Maison de Bourbon
| Rang | Portrait                         | Nom | Règne       | Conjoint      | Notes | Armoiries |
| ---- | -------------------------------- | --- | ----------- | ------------- | --- | --------- |
| 16   | Marie-Isabelle de Portugal       | Marie-Isabelle de Portugal (19 mai 1797, Queluz – 26 décembre 1818, Madrid) morte à 21 ans                  | 1816 – 1818 | Ferdinand VII | Fille de Jean VI du Portugal et de Charlotte-Joachime d'Espagne. Infante portugaise puis reine d'Espagne par son mariage. Elle meurt jeune en couches. |           |
| 17   | Marie-Josèphe de Saxe            | Marie-Josèphe de Saxe (7 décembre 1803, Dresde – 18 mai 1829, Ajanruez) morte à 25 ans                      | 1818 – 1829 | Ferdinand VII | Fille du prince Maximilien de Saxe et de sa première femme la princesse Caroline de Bourbon-Parme, fille du duc Ferdinand Ier de Parme. Cette fervente catholique était donc membre de la maison de Wettin. Elle meurt sans avoir eu d'enfants.                                                                      |           |
| 18   | Marie-Christine des Deux-Siciles | Marie-Christine de Bourbon-Siciles Régente (27 avril 1806, Palerme – 22 août 1878, Le Havre) morte à 72 ans | 1829 – 1833 | Ferdinand VII | Fille de François Ier des Deux-Siciles et de Marie-Isabelle d'Espagne. Elle est la quatrième épouse de son oncle, le roi Ferdinand VII d'Espagne, elle fut régente à sa mort en 1833 ; mère de la future reine Isabelle II d'Espagne, elle dut gérer la crise de succession qui conduisit à la Constitution de 1837. |           |
| 19   | François d'Assise de Bourbon     | François d'Assise de Bourbon (13 mai 1822, Ajanruez – 17 avril 1902, Épinay-sur-Seine) mort à 79 ans        | 1846 – 1868 | Isabelle II   | Deuxième fils de l'infant François de Paule de Bourbon et de la princesse Louise-Charlotte de Bourbon-Siciles. Il épouse sa cousine, la Reine Isabelle II et devient roi consort d'Espagne. |           |

### Maison de Savoie
| Rang | Portrait                 | Nom                                                                                      | Règne       | Conjoint   | Notes | Armoiries |
| ---- | ------------------------ | ---------------------------------------------------------------------------------------- | ----------- | ---------- | --- | --------- |
| 20   | Maria Vittoria dal Pozzo | Maria Vittoria dal Pozzo (9 août 1847, Paris - 8 novembre 1876, San Remo) morte à 29 ans | 1870 – 1873 | Amédée Ier | Fille de Carlo Emmanuele dal Pozzo et de son épouse, Louise de Mérode-Westerloo. Née à Paris, elle fut par son mariage duchesse d'Aoste (1863-1876) et reine d'Espagne (1870-1873). |           |

### Maison de Bourbon
| Rang | Portrait                       | Nom                                                                                                 | Règne       | Conjoint        | Notes | Armoiries  |
| ---- | ------------------------------ | --------------------------------------------------------------------------------------------------- | ----------- | --------------- | --- | ---------- |
| 21   | Mercedes d’Orléans             | Mercedes d'Orléans (24 juin 1860, Madrid - 26 juin 1878, Madrid) morte à 18 ans                     | 1878        | Alphonse XII    | L'infante Mercedes est le cinquième enfant de l'infant d'Espagne Antoine d'Orléans, duc de Montpensier, et de son épouse l'infante espagnole Louise-Fernande de Bourbon (1832-1897).                                         |            |
| 22   | Marie-Christine d'Autriche     | Marie-Christine d'Autriche Régente (21 juillet 1858, Brno - 6 février 1929, Madrid) morte à 70 ans  | 1879 - 1885 | Alphonse XII    | Fille de Charles-Ferdinand d'Autriche-Teschen et d'Élisabeth de Habsbourg-Hongrie. Elle était également la demi-sœur de la princesse Marie-Thérèse de Modène, reine de Bavière et la sœur de l'archiduc Frédéric de Teschen. |            |
| 23   | Victoria Eugenia de Battenberg | Victoire-Eugénie de Battenberg (24 octobre 1887, Balmoral - 15 avril 1969, Lausanne) morte à 81 ans | 1906 - 1931 | Alphonse XIII   | Fille d'Henri de Battenberg et de la princesse Béatrice du Royaume-Uni, dernière fille de la reine Victoria et du prince consort Albert de Saxe-Cobourg-Gotha.                                                               |            |
| 24   | Sofía de Grèce                 | Sophie de Grèce (née le 2 novembre 1938, Athènes)                                                   | 1975 - 2014 | Juan Carlos Ier | Son père est le roi des Hellènes Paul Ier et sa mère est la reine Frederika de Hanovre. Elle a pour frère cadet, Constantin II, le dernier roi de Grèce.                                                                     | [ note 1 ] |
| 25   | Letizia Ortiz Rocasolano       | Letizia Ortiz Rocasolano (née le 15 septembre 1972, Oviedo)                                         | 2014        | Felipe VI       | Ancienne journaliste, elle épousa le prince des Asturies Felipe de Bourbon le 22 mai 2004 ; elle est la première reine dite roturière, c'est-à-dire qui n'est pas issue d'une famille noble.                                 | [ note 1 ] |